# Gadomus arcuatus
Gadomus arcuatus es una especie de pez de la familia Macrouridae en el orden de los Gadiformes.

## Morfología
Los machos pueden llegar alcanzar los 58 cm de longitud total. No tiene órganos luminosos.

## Depredadores
En los Estados Unidos es depredado por Merluccius albidus.

## Hábitat
Es un pez de aguas profundas que vive entre 610-1,370 m de profundidad.

## Distribución geográfica
Se encuentra en el Golfo de México, el Mar Caribe, la costa nororiental de Sudamérica,  Marruecos, las Islas Canarias y Portugal  (incluyendo las Islas Azores).